# Tabangacris albolineata
Tabangacris albolineata är en insektsart som beskrevs av Sigfrid Ingrisch 1998. Tabangacris albolineata ingår i släktet Tabangacris och familjen vårtbitare. Inga underarter finns listade i Catalogue of Life.